# Jarrad Drizners
Jarrad Drizners (Adelaide, 31 mei 1999) is een Australisch wielrenner.

## Carrière
Drizners reed in 2019 voor een ploeg in eigen land en behaalde ook daar enkele successen in kleinere meerdaagse wedstrijden en werd hij nationaal kampioen op de weg bij de beloften. In 2020 tekende hij een contract bij het Amerikaanse Axeon Hagens Berman, door de coronacrisis waren er niet veel wedstrijden maar hij verlengde wel zijn titel als nationaal kampioen bij de beloften en nam deel aan de Tour Down Under waar hij derde werd in het jongerenklassement en 22e in het algemene klassement. In 2022 tekende hij een contract bij World Tour ploeg Lotto Soudal. Hij begon het seizoen in de Ronde van Saoedi-Arabië en de Ronde van de Verenigde Arabische Emiraten maar kwam ten val in deze laatste en moest opgeven met een abdominaal trauma en werd daarna geopereerd. In de Ronde van Spanje 2022, zijn eerste Grote Ronde verliet Drizners de wedstrijd vanwege een coronabesmetting met.

## Overwinningen
2019
 Australisch kampioen criterium, Beloften
3e etappe Battle of the Border
5e etappe Tour of the Great South Coast (ploegentijdrit)
2e etappe Tour of the King Valley
Eindklassement Tour of the King Valley
1e etappe Tour of Gippsland
Algemeen klassement National Road Series
2020
 Australisch kampioen op de weg, Beloften
2022
Bergklassement Ronde van Polen

## Resultaten in voornaamste wedstrijden
| Jaar | Ronde van Italië | Ronde van Frankrijk | Ronde van Spanje |
| ---- | ---------------- | ------------------- | ---------------- |
| 2022 |                  |                     | opgave           |
| 2023 |                  |                     | 145e             |
| 2024 |                  | 139e                |                  |
| 2025 |                  | 129e                |                  |

| Jaar | Milaan-San Remo | Amstel Gold Race | Luik-Bast.‑Luik | Waalse Pijl | Clásica San Sebastián |
| ---- | --------------- | ---------------- | --------------- | ----------- | --------------------- |
| 2022 |                 |                  |                 |             |                       |
| 2023 | 110e            | opgave           |                 |             | opgave                |
| 2024 | opgave          | opgave           | opgave          | opgave      |                       |
| 2025 | 149e            | opgave           | opgave          | opgave      |                       |

## Ploegen
- 2020 –  Hagens Berman Axeon
- 2021 –  Hagens Berman Axeon
- 2022 –  Lotto Soudal
- 2023 −  Lotto Dstny
- 2024 –  Lotto Dstny
- 2025 –  Lotto

Barbero (vanaf 1/5) · Beullens · Campenaerts · Conca · Cras · De Buyst · De Gendt · De Lie · Drizners · Ewan · Frison · Gilbert · Grignard · Holmes · Janse van Rensburg (vanaf 1/5) · Kluge · Kron · Małecki · Moniquet · Schwarzmann · Selig · Sweeny · Van Gils · Van Moer · Vanhoucke · Vermeersch · Verschaeve · Vervloesem · Wellens
Adamietz · Beullens · Campenaerts · De Buyst · De Gendt · De Lie · Drizners · Eenkhoorn · Ewan · Frison · Grignard · Guarnieri · Kron · Livyns · Menten · Moniquet · Paasschens · Schwarzmann · Segaert (vanaf 24/2) · Selig · Sepúlveda · Slock · Sweeny · Van de Paar · Van Eetvelt · Van Gils · Van Moer · Vanhoucke (vanaf 15/8) · Vermeersch
Adamietz · Berckmoes · Beullens · Campenaerts · Currie · De Buyst · De Gendt · De Lie · Drizners · Eenkhoorn · Gregaard · Grignard · Guarnieri · Kron · Livyns · Menten · Moniquet · Paasschens · Segaert · Taminiaux · Sepúlveda · Slock · Vandenabeele · Van de Paar · Van Eetvelt · Van Gils · Van Moer · Vanhoucke · Vermeersch